# Xã Big Bend, Quận Ransom, Bắc Dakota
Xã Big Bend (tiếng Anh: Big Bend Township) là một xã thuộc quận Ransom, tiểu bang Bắc Dakota, Hoa Kỳ. Năm 2010, dân số của xã này là 153 người.